# Південний Буг
Півде́нний Буг, раніше Бог (дав.-гр. ‛Ύπανις — Гіпаніс, крим. Aqsu — Ак-Су, пол. Boh) — річка на південному заході України. Бере початок на Поділлі і впадає до Бузького лиману Чорного моря.
Третя за довжиною в межах України річка після Дніпра та Дністра і найдовша з тих, що течуть винятково теренами України — довжина її 806 км, водночас і басейн ріки також розташований повністю на території країни. Протікає західними, центральними і південними областями держави (Хмельницька, Вінницька, Кіровоградська, Одеська та Миколаївська області) через фізико-географічні зони лісостепу і степу. Тут на поверхню виходить найдавніше в Україні геологічне утворення — Український кристалічний щит, завдяки якому Південний Буг відомий своїми порогами.
У XVIII—XX століттях на Південному Бузі жваво розвивалося судноплавство, але в 1990-ті роки воно занепало, й лише в 2010-ті регулярні вантажні й пасажирські перевезення річкою відновилися.

## Назва

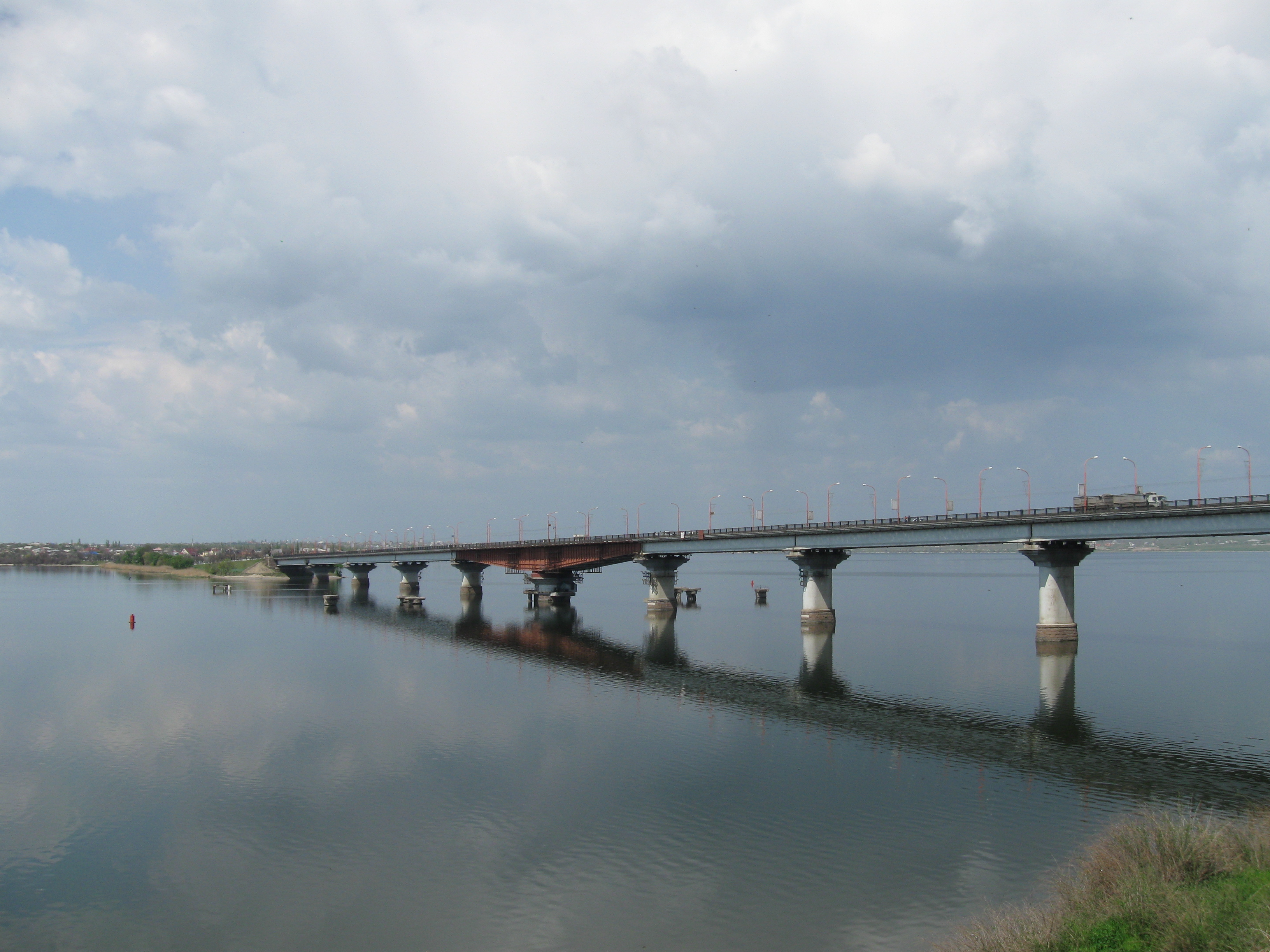
Варварівський міст у Миколаєві проводить межу між Південним Бугом і Бузьким лиманом

Упродовж століть, різні народи по-своєму називали річку. Давні греки — Гіпанісом або Іпанісом, османи-турки називали її Ак-су, що означає «біла вода»; за Матвієм Мєховським Малий Борисфен.
Слов'яни нарекли річку Богом (в розумінні «багата» або «та, що тече по багатій, родючій землі»). 22 травня — День Південного Бугу: цікаві факти про річку та фото Вважається також, що назва річки походить від слова «бгати», тобто згинати, звідси — «кривий», «покручений». Ще, у француза Ґійома Левассера де Боплана, який може вважатись засновником української картографії, вона значиться саме як Бог Руський. Сучасну назву річка отримала випадково. Проводячи на початку XX століття дослідження Правобережної України, геолог — випускник Одеського університету В. Д. Ласкарєв зауважив на існуванні двох річок з однаковими (як йому здалося) назвами — Буг. Західна річка й справді звалася Бугом, південна — Богом. Проте В. Д. Ласкарєв можливо не помітив цього і, щоби можна було надалі розрізняти річки, позначив їх на карті як Західний Буг і Південний Буг.
В каталонській, іспанській, португальській та французькій мовах має назву Меридіональний, в італійській — Східний або Меридіональний.

## Геологічна будова
Басейн Південного Бугу розташовано в межах трьох геоструктурних районів: верхня частина басейну розміщена на Волино-Подільській височині, середня його частина — в межах Придніпровської височини, нижня течія належить до Причорноморської низовини.
У верхній частині, тобто з місця її джерела, яке розташоване на бл. 320 м над р. м., річка тече багнистою долиною, що також відбивається на забарвленні води. Градієнт на цій ділянці становить лише 0,37 м/км, а швидкість течії — до 0,5 м/с. У середній частині вона прорізує кристалічний гірський масив, а нахил зростає (до 0,92 м/км), коли Буг пробивається крізь скелі.
У межах Волино-Подільської і Придніпровської височини рельєф басейну рівнинний; тут водозбір являє собою плато, дуже розчленоване глибоко врізаними річковими долинами і балками, сильно еродоване. У верхній частині водозбір розчленований мережею ярів та балок, глибина ерозії 50—100 м. У середній частині водозбору глибина ерозії сягає 100—200 м, а густота яруго-балкової мережі 0,50—1,0 км/км². Для нижньої частини водозбору притаманним є плоский рельєф з численними западинами-блюдцями. Рівнина середньорозчленована з глибиною ерозії 50—100 м, густота яруго-балкової мережі 0,50—0,75 км/км².
В основі плато залягають давні кристалічні породи (граніти, гнейси), в багатьох місцях виходять на денну поверхню, але часто перекриті плащем морських і континентальних третинних відкладів (піски, глини, мергелі). Верхню частину геологічного розрізу, становлять четвертинні відкладення. Розповсюджені вони усюди, і відсутні лише на невеликих ділянках, де оголюються корінні породи.
У берегових обривах оголюються шари ґрунтів і гірських порід, нерідко дуже стародавніх. На берегах часто знаходять численні свідоцтва стоянок давніх людей (див. Савранська стоянка, Сабатинівська культура, Сабатинівський човен, Гренівський заказник, Гард (урочище), Бугогардівська паланка, Брояка, Буго-дністровська культура).

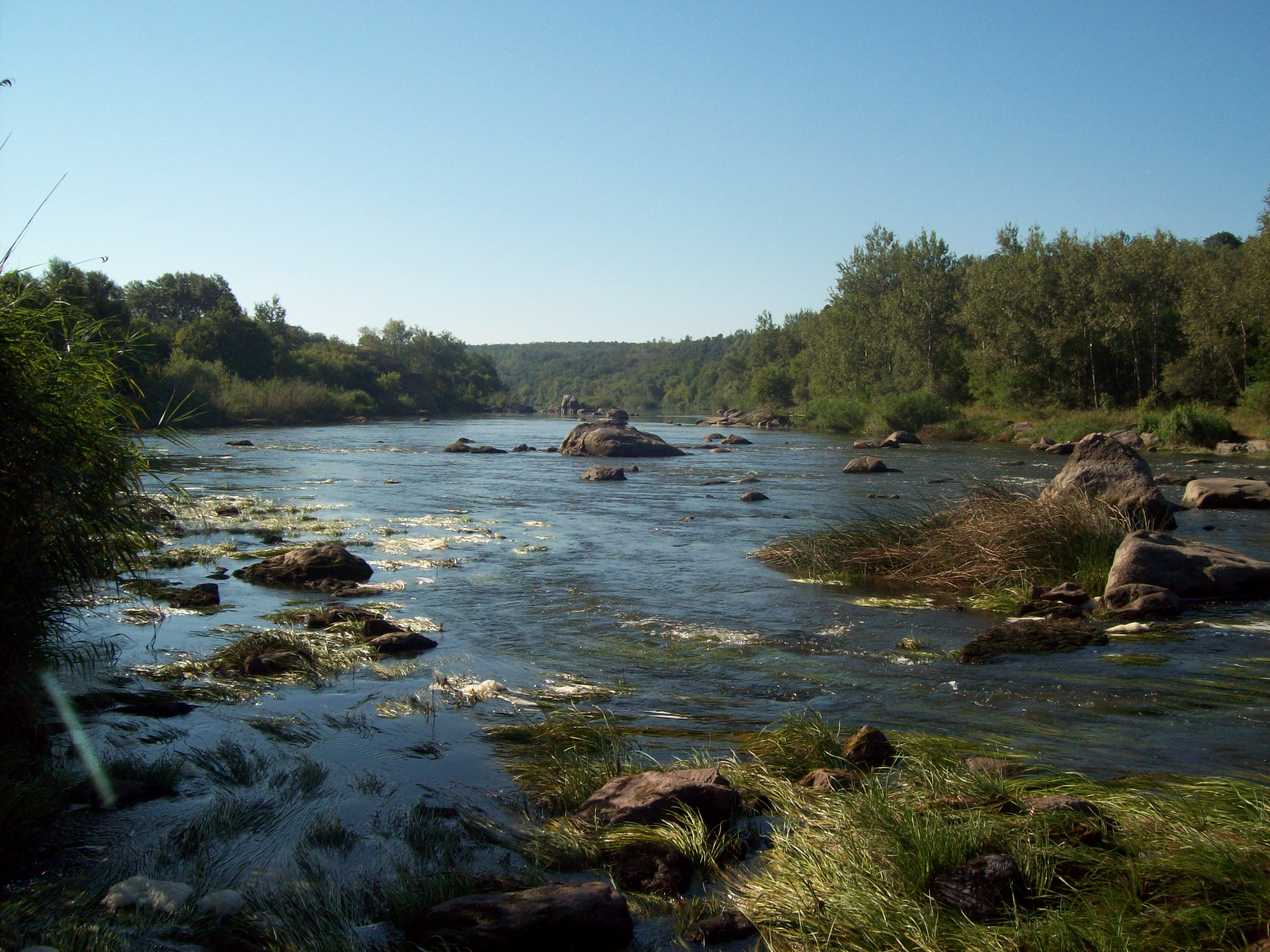
Неймовірно гарний Південний Буг. Віддалік видно величезний камінь «слон», де зазвичай завершується спуск річкою на плавзасобах (рафтинг). Немає вітрових електростанцій, промислових труб, тощо і зір відпочиває.

Із сучасних геологічних процесів у межах басейну Південного Бугу найбільшого поширення набула ерозійна діяльність, заболочування, зсувні процеси, еолова діяльність (еолові леси), ерозія землі і локально-карстові явища.
У басейні на кристалічній основі, розташовані водоносні горизонти палеогена, неогена, сарматських, торонських відкладів й інших, перекритих горизонтами четвертинних відкладів. Водоносний горизонт останніх, широко використовується для сільськогосподарського, а також централізованого водопостачання населених пунктів.
Основним джерелом якісного водопостачання багатьох населених пунктів, є води кристалічних порід докембрію, розповсюджені в тріщинуватих зонах повсюдно в межах Українського кристалічного щита.
Мінералізація вод всіх водоносних горизонтів збільшується на південний схід басейну, досягаючи значень 1,5 г/дм³ і більше (Миколаївська область).

## Ґрунти
За властивостями ґрунтового покриву басейн Південного Бугу належить до лісостепу та степу.
Поверхневий покрив складається із лесів і лесоподібних суглинків, чим пояснюється перевага пилуватих легкосуглинистих і піщано-середньосуглинистих ґрунтів. Ґрунти переважно сірі опідзолені, у верхів'ї місцями чорноземні.

Ґрунти в верхній частині басейну представлені світло-сірими суглинками. Центральну частину басейну вкривають малогумусні чорноземи. На підвищених місцях рельєфу залягають опідзолені чорноземи.

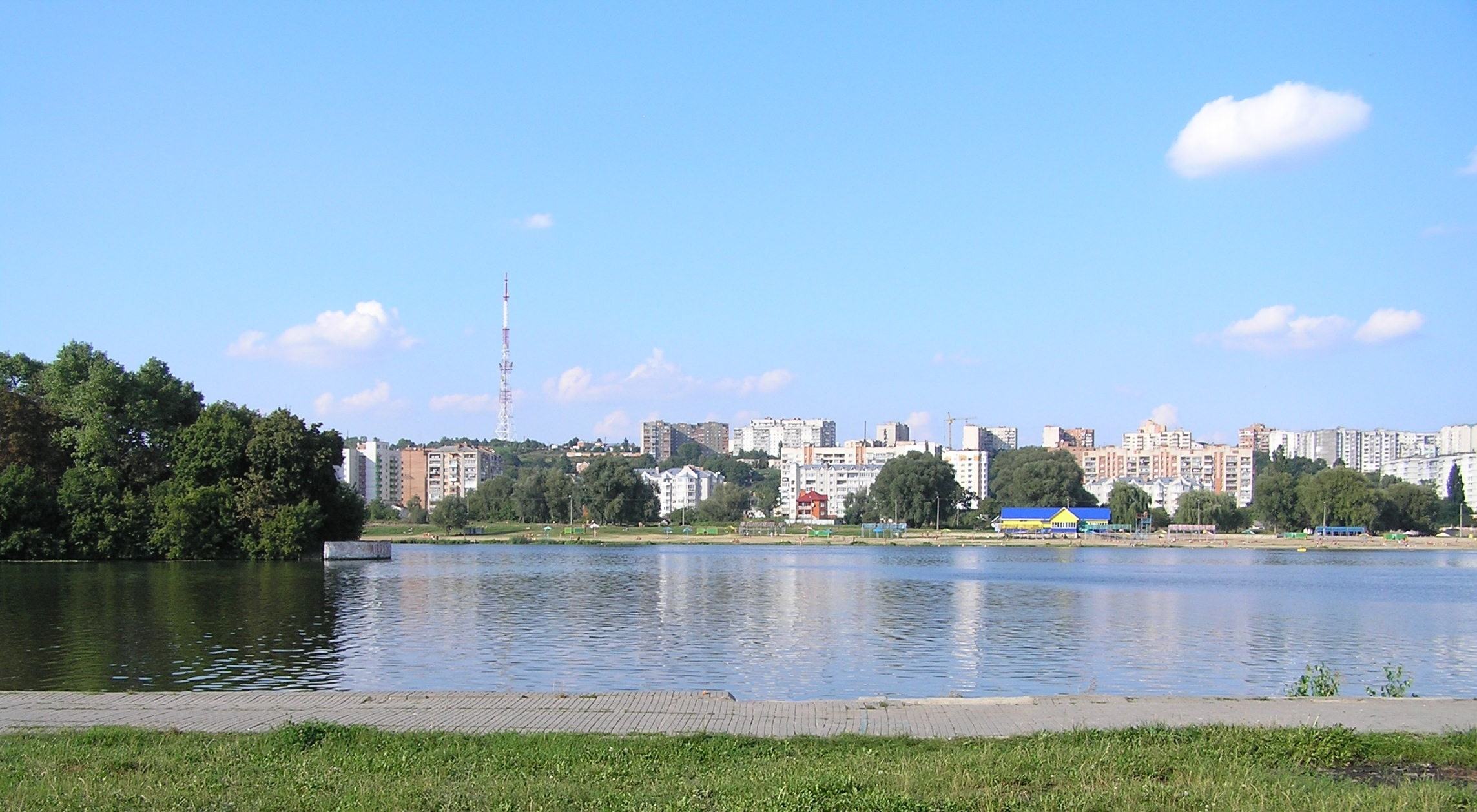
Південний Буг в м. Хмельницький

Сучасний ґрунтовий покрив верхньої та середньої частин басейну Південного Бугу утворився під впливом взаємодії ґрунтоутворювальних порід, рослинного покрову, рельєфу, клімату та господарської діяльності людини. Здебільшого, ґрунти виникли на карбонатних лесових відкладах. На рівнинних ділянках басейну під покривом степової рослинності утворились чорноземи глибокі, а на ділянках під лісовою рослинністю виникли лесові опідзолені ґрунти. На алювіальних відкладах в долинах річок утворилися лучні та торфово-болотні ґрунти.

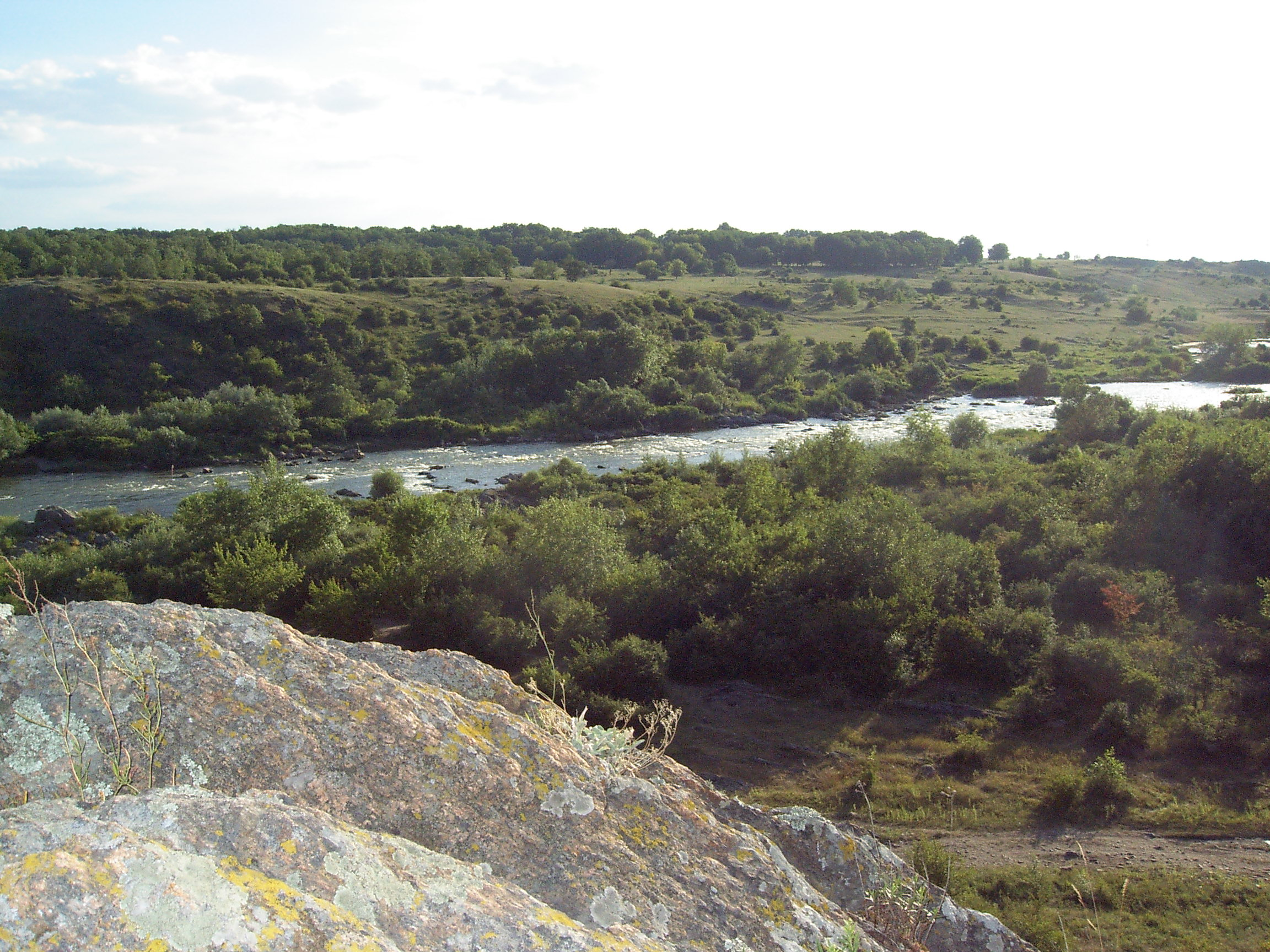
Гранітні пороги Південного Бугу біля села Мигія

Світло-сірі, темно-сірі опідзолені ґрунти та чорноземи опідзолені поширені в верхній і середній частині басейну. Світло-сірі ґрунти найбільше опідзолені та найменш гумусовані серед лісостепових опідзолених ґрунтів. Гумусо-елювіальний горизонт чорноземів опідзолених неглибокий (до 35 см). На південь від лінії, що проходить через Балту — Первомайськ (на правобережжі Кодими) розташована зона різно-трав'яного степу. Ґрунтовий покрив тут представлений чорноземами, розташованими на важких суглинисто-лесових породах. В районі нижче м. Первомайська до с. Олександрівка Миколаївської області, переважають чорноземи мало та середньогумусні, важко та легкосуглинисті. В пониззі Південного Бугу вони переходять в чорноземи слабкосолонцюваті та каштанові ґрунти.

## Рослинність та тваринний світ

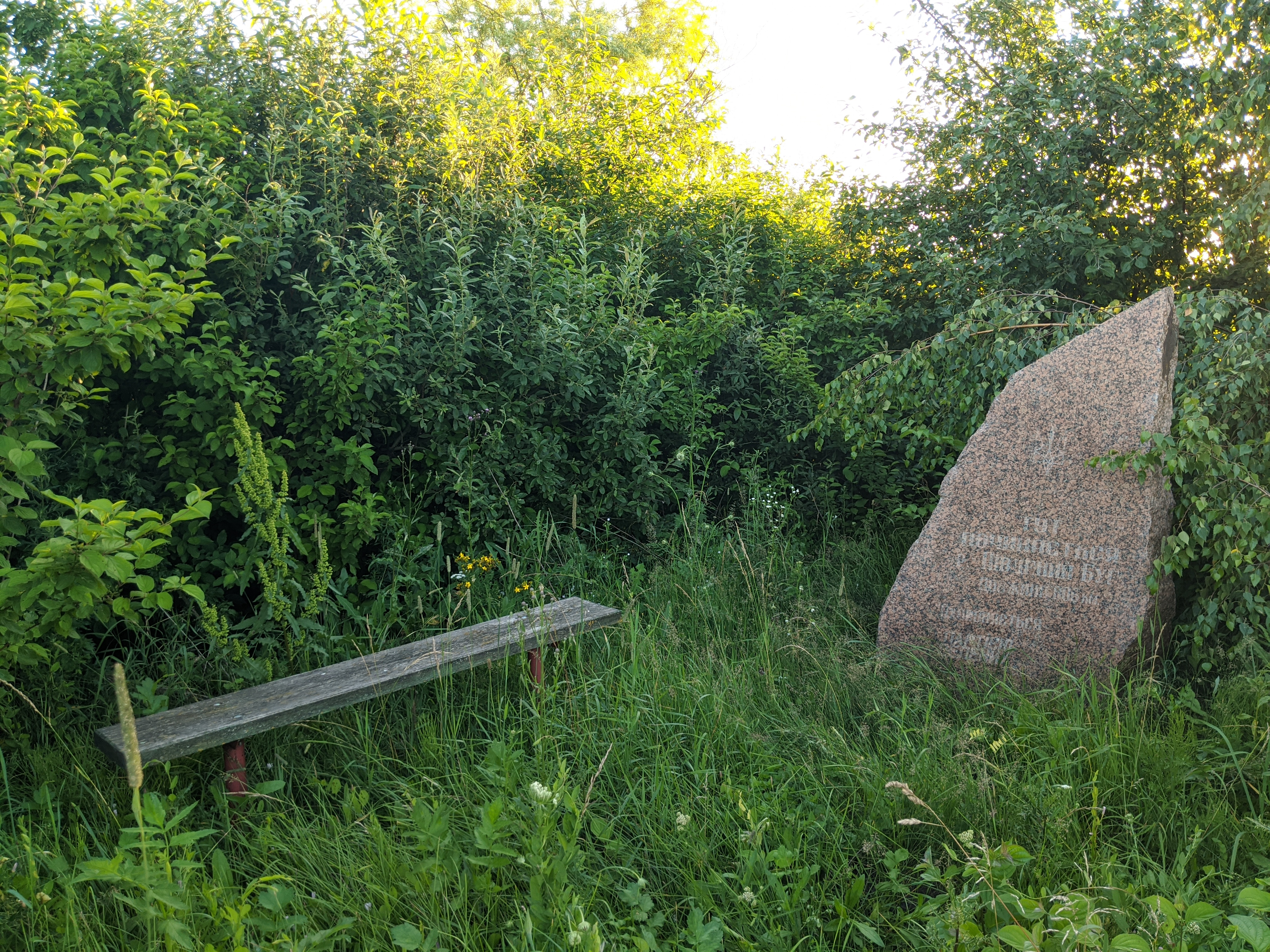
Кам'яна стела на місці витоку поблизу села Кушнірівка у Хмельницькій області

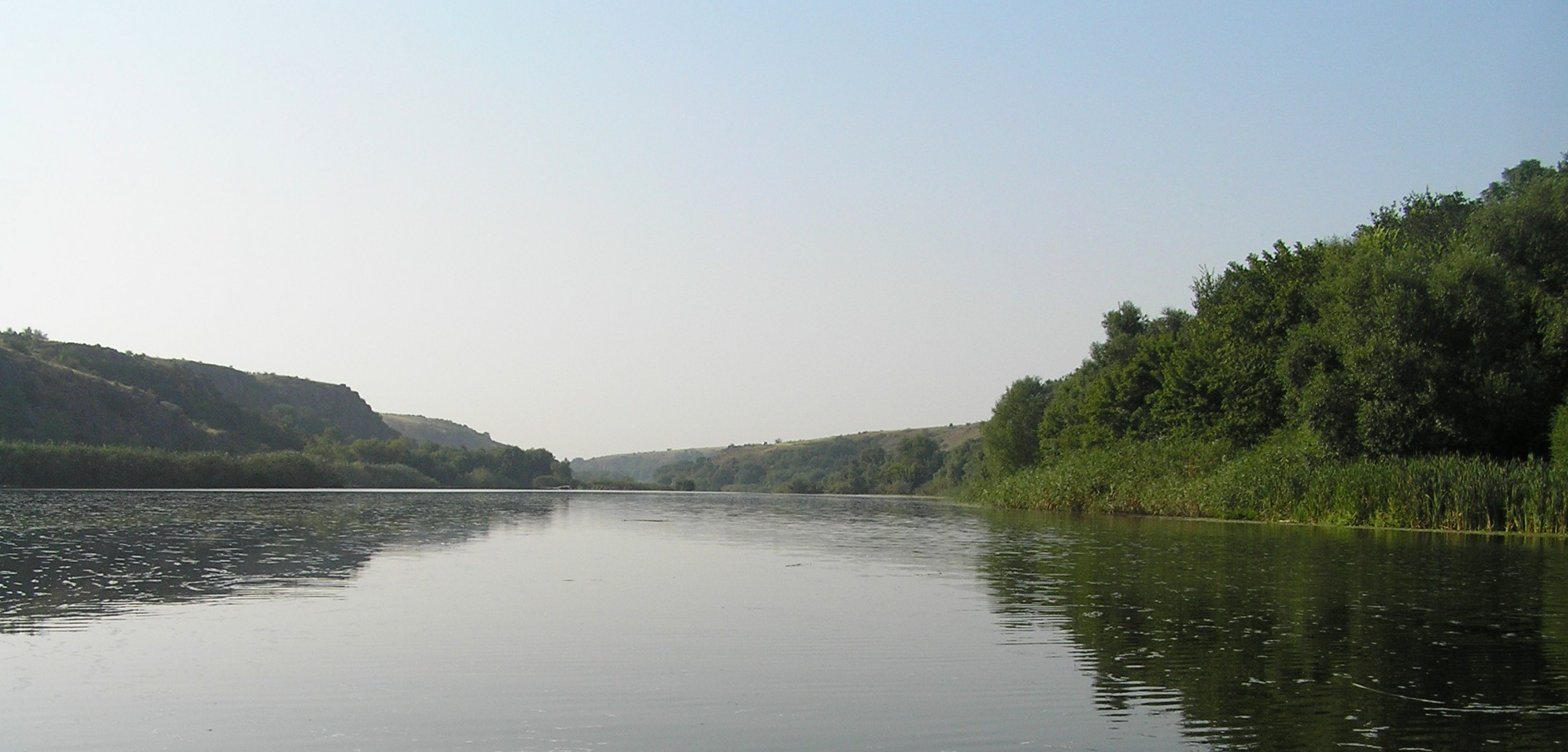
Південний Буг на півночі Миколаївської області

Одним із основних чинників, від яких залежить гідрологічний режим басейну, нарівні з кліматичними, ґрунтово-геологічними і геоморфологічними є рослинний покрив. Рослинність кількісно та якісно перерозподіляє опади, що потрапляють на землю, і дуже змінює гідрологічний режим території.
Більша частина басейну Південного Бугу лежить в межах лісостепової зони і має досить багатий і різноманітний рослинний світ, що зумовлено передусім сприятливим кліматом, рельєфом та родючими ґрунтами. Природна рослинність посідає тут 12 % усієї площі. Із них 11 % припадає на ліси, близько 1 % на луки і 0,5 % — на болота.
Рослинність північно-західної частини басейну представлена молодими і середньовіковими широколистими лісами, які розташовані окремими ділянками. Найпоширенішими породами дерев є дуб, граб, ясен, клен, липа, в'яз, вільха. З кущів та чагарників можна зустріти ліщину, шипшину, жимолость, скумпію та інші.

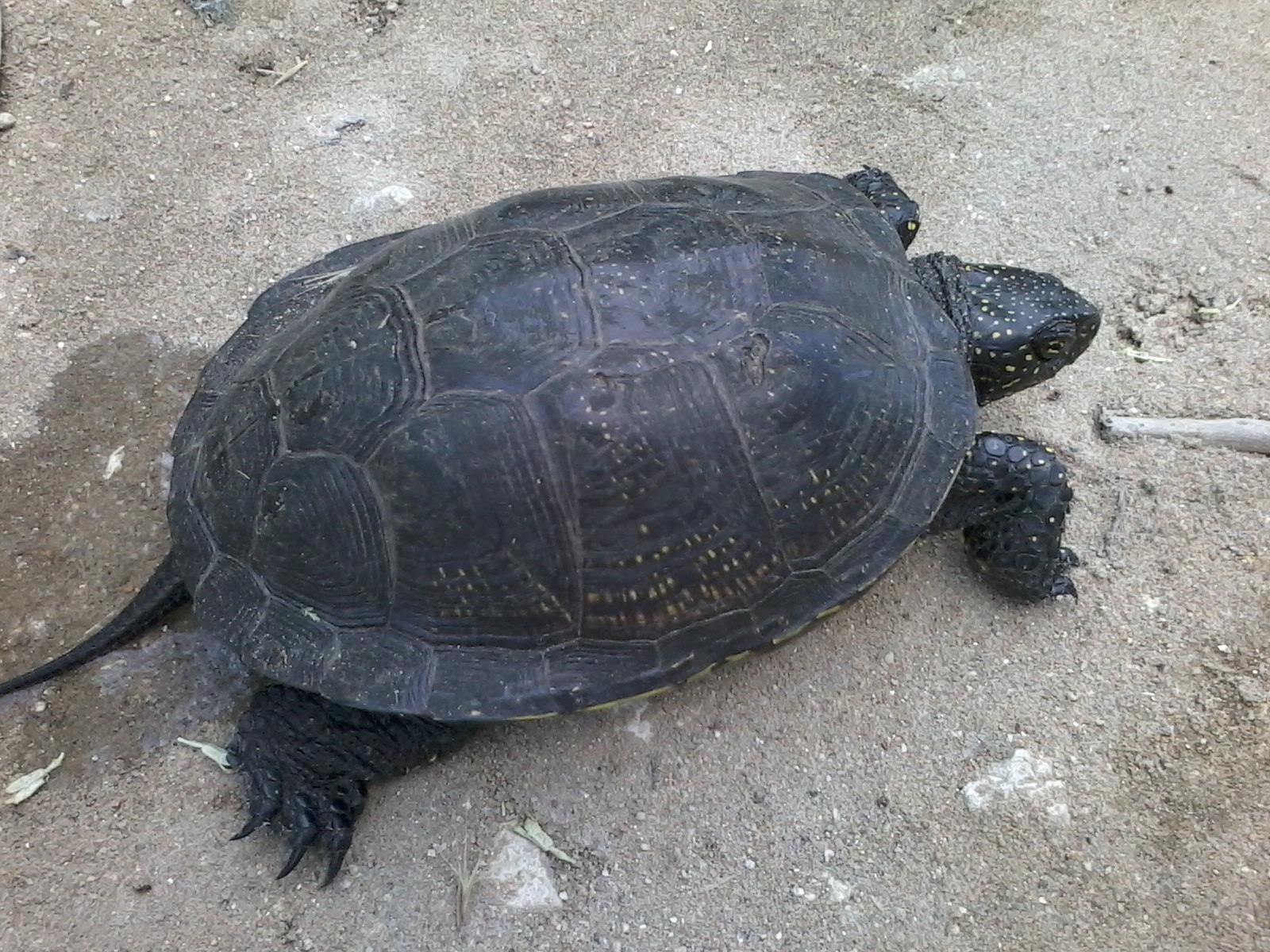
Бузька болотна черепаха європейська

На південь ліси поступово змінюються на лісостеп і степ, спочатку ковилово-різнотравний, а потім ковилово-типчаковий. Степова рослинність представлена засухостійкими бобово-злаковими різнотравними скупченнями — тимофіївкою, фіалкою, суницею, медункою, пирієм, волошкою, ковилою, кропивою та іншими. Загалом, лісистість басейну становить близько 7 %, заболоченість — 2 %. Орними землями зайнято близько 70 % території водозбору.
Усі ліси, розташовані в басейні, розподілені на дві групи. До першої групи входять зелені зони навколо міст, інших населених пунктів і промислових підприємств, ґрунтозахисні лісосмуги, водоохоронні прибережні захисні смуги, а також захисні лісові смуги уздовж залізних та шосейних доріг.

До другої групи належать експлуатаційні ліси, де допускається рубка, але не більше річного приросту. Ліси першої групи посідають в басейні Південного Бугу 73 % загальної площі лісового фонду, ліси другої групи — 27 %.

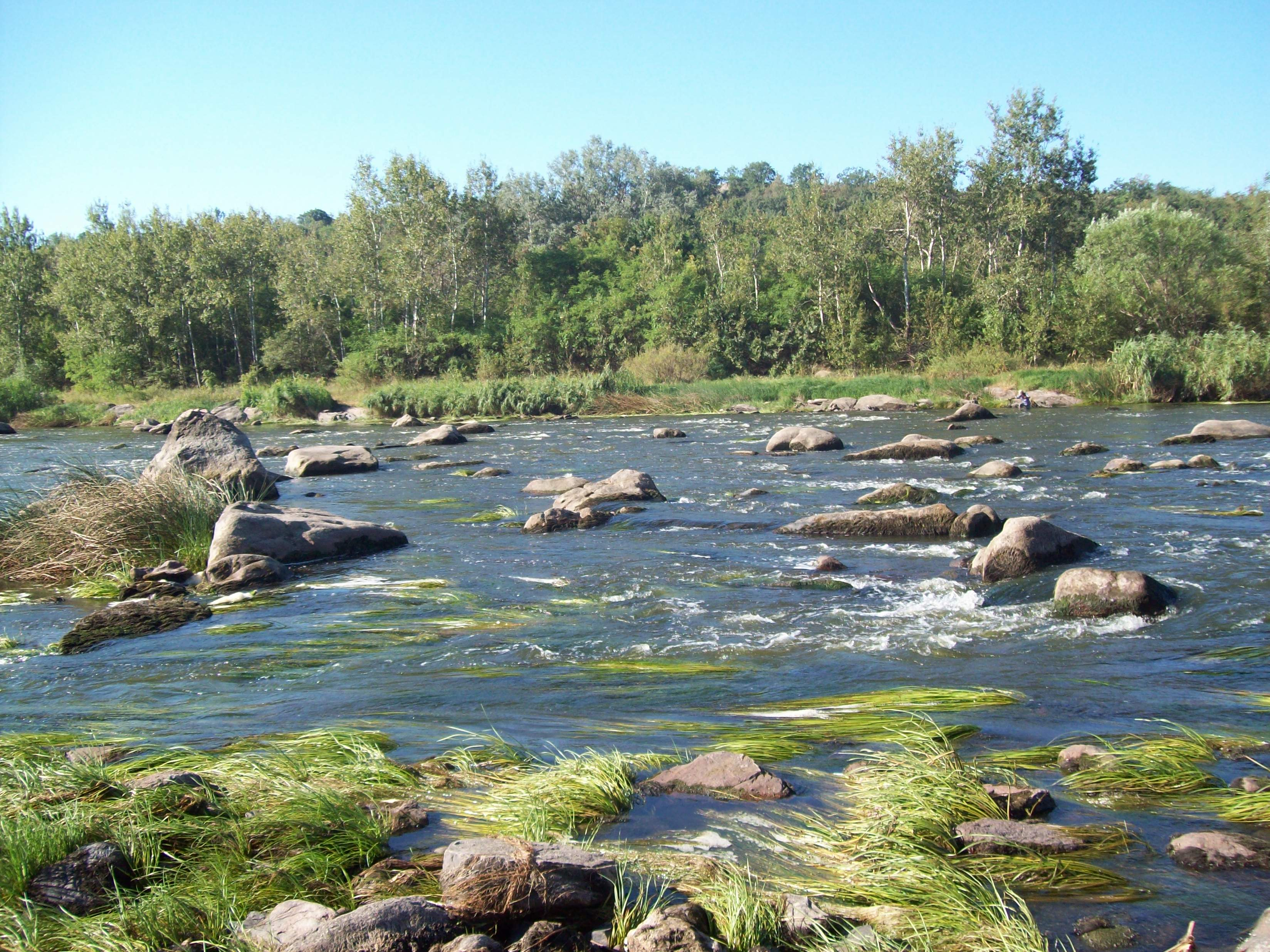
Водорості на швидкоплинному Бугу

На частинах басейну Південного Бугу, що вкриті орними землями котрі обробляються, вирощують культурні види рослин: пшеницю, цукрові буряки, кукурудзу, жито, горох, гречку, картоплю та інші.
Серед рослинного світу басейну, є низка ендемічних видів (рослини, котрі зустрічаються лише на даній території): волошка савранська, козельці великі й інші. Можна знайти і реліктові види: хвощ великий, бруслина мала, медунка м'яка та інші. Для їх збереження створюються нові заказники природно-заповідного фонду.
Водорості річки, представлено здебільшого, роголисником (куширем), який не має коріння та запилюється під водою, різухою морською, лепехою, рдесником, білим лататтям, занесеним до Червоної книги України, глечиками жовтими, ряскою й іншими. По берегах, та на мілинах, росте переважно очерет та рогіз.
Серед тварин, можна зустріти: річкову видру, ондатру, нутрію, раків, водяного вужа, черепаху, п'явку; основними мешканцями прибережних вод, є: норець, крижень, лиска, чирянка велика, крячок, бугайчик, очеретянка, мартин сріблястий, мартин жовтоногий, баклан, лунь очеретяний, сіра чапля, а також, лелеки, лебеді, чепура велика, мала біла чапля; основними видами риб, є: головень, бичок, тараня, карась, короп, плітка, краснопірка, щука, окунь, сонячний окунь, лящ, плоскирка, білий амур, товстолобик, сом, судак, а також злісний шкідник чебачок амурський. Навесні до Південного Бугу, на нерест з Чорного моря, заходить вид оселедців пузанок азовський, а восени може заходити кефаль-лобан, залежно від солоності води, інколи пониззя річки відвідують поодинокі дельфіни.
Цікаво, що на Бузі, наприклад, навпроти Костянтинівки, існують величезні, розтягнуті на сотні метрів, місця гніздування крячків річкових, які роблять плавучі гнізда просто на лататтях, і величезні коропи з цього користаються — з-під води розгойдують гнізда, яйця скочуються у воду, і рибини їх поїдають.
А баклан може добряче сполохати, наприклад рибалку, зненацька виринувши з-під човна, адже птах сягає більше 3 кілограмів ваги, метровий розмах крил та має майже чорний колір, до того ж він одразу з хлюпотом і з рибою у дзьобі починає злітати.
Може здатися неймовірним, але ще у 1970-80 роках у Південному Бузі та Дніпровсько-Бузькому лимані, була заборона на вилов бичка. Тепер (2020-і) це, напевно, найбільш розповсюджений у річці та лимані вид риб.

## Клімат, метеорологічна та гідрологічна обстановка
Клімат 

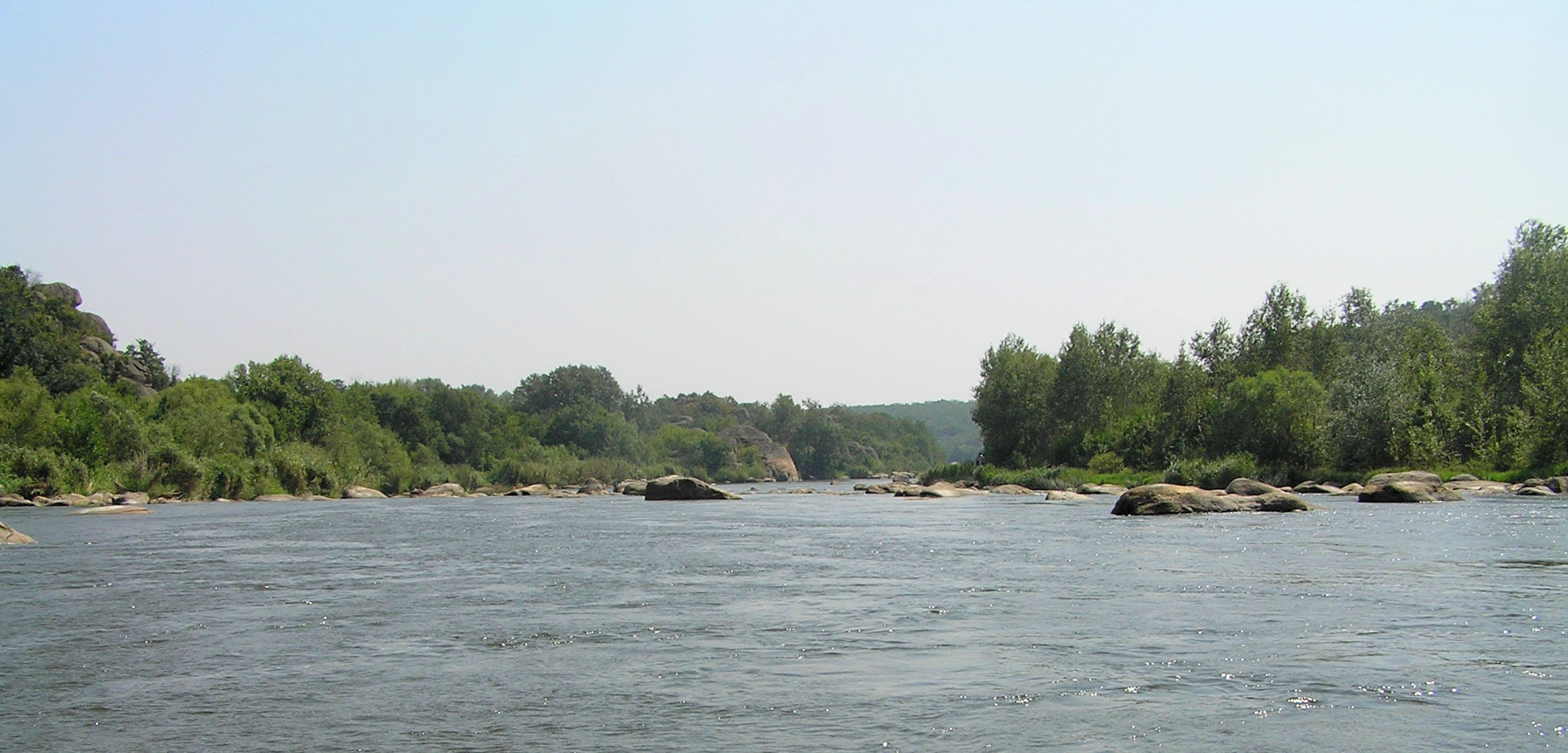
Пороги Південного Бугу на півночі Миколаївської області

На утворення клімату басейну Південного Бугу дуже впливає циркуляція атмосфери, з якою пов'язані переміщення повітряних мас з Атлантики, Арктики і Середземномор'я.
У верхів'ї та в середній частині басейну, клімат помірно континентальний. Погодні умови південних районів перебувають під впливом Чорного моря і в нижній течії річки, повільно переходять до посушливих.
Значна протяжність території басейну з північного заходу на південний схід спричинює помітні відмінності в розподілі температури повітря. Середня річна температура повітря змінюється від 7,1 °C до 10,0 °C.
Середня багаторічна температура повітря у верхній і середній частинах басейну коливається в межах 7,1-8,1 °C. Найбільша температура влітку сягає 39 °C, найнижча температура в холодні дні зими — до −38 °C. Для цієї частини басейну зимовий сезон відзначається опадами у вигляді снігу, частими туманами.

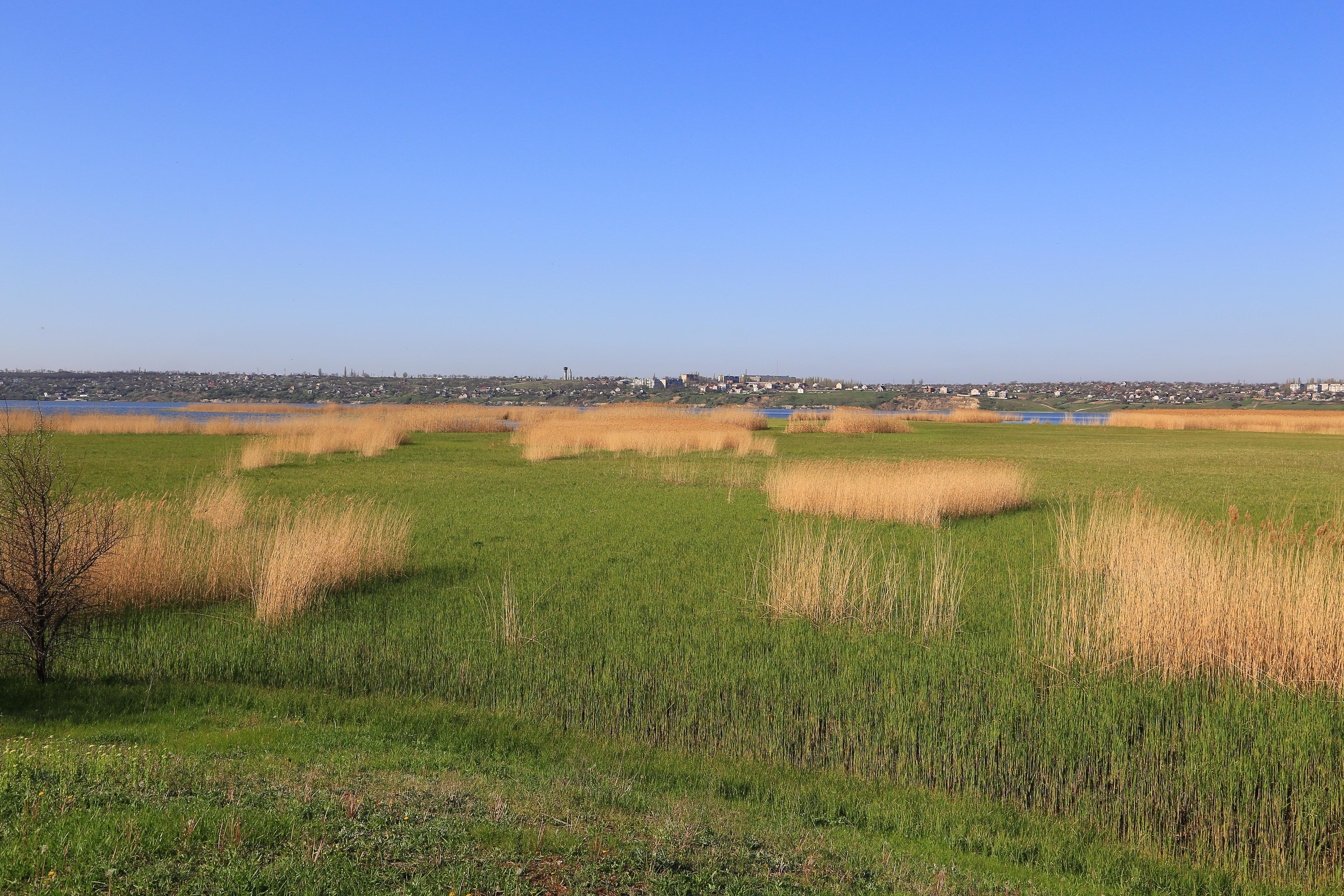
Плавні П. Бугу, Баловно-Матвіївське урочище

Середня висота снігового покриву становить від 10 до 15 см. В окремі роки зима буває стійка та сувора.
Весна відрізняється різким переходом від потепління до похолодання, від сухої погоди до дощової. У травні починає розвиватися грозова діяльність. Погодним умовам літнього сезону притаманні значні підвищення температури, велика кількість ясних днів, збільшення кількості опадів, активна грозова діяльність.
Період осіннього сезону, особливо в другій половині, відзначається великою кількістю похмурих днів, тривалими опадами і туманами.
Річний показник опадів у верхній та середній частинах басейну, становить від 669 мм до 550 мм, поступово зменшуючись з півночі на південь.
Нижня частина басейну річки Південний Буг розташована в межах степової зони України з помірно-континентальним кліматом, для якої притаманні тепле літо і м'яка нестійка зима. Середньорічна температура повітря тут коливається від 8,0 °C до 10,0 °C.
Максимальна температура повітря, до 40 °C, спостерігається в липні-серпні. Найнижча температура повітря (до мінус 35 °C) відзначається в січні. В нижній частині басейну сніговий покрив встановлюється в другій половині грудня і руйнується в кінці лютого — на початку березня. Середня висота снігового покриву 5—8 см. Глибина промерзання ґрунту в середній та нижній частині басейну становить 20—50 см.

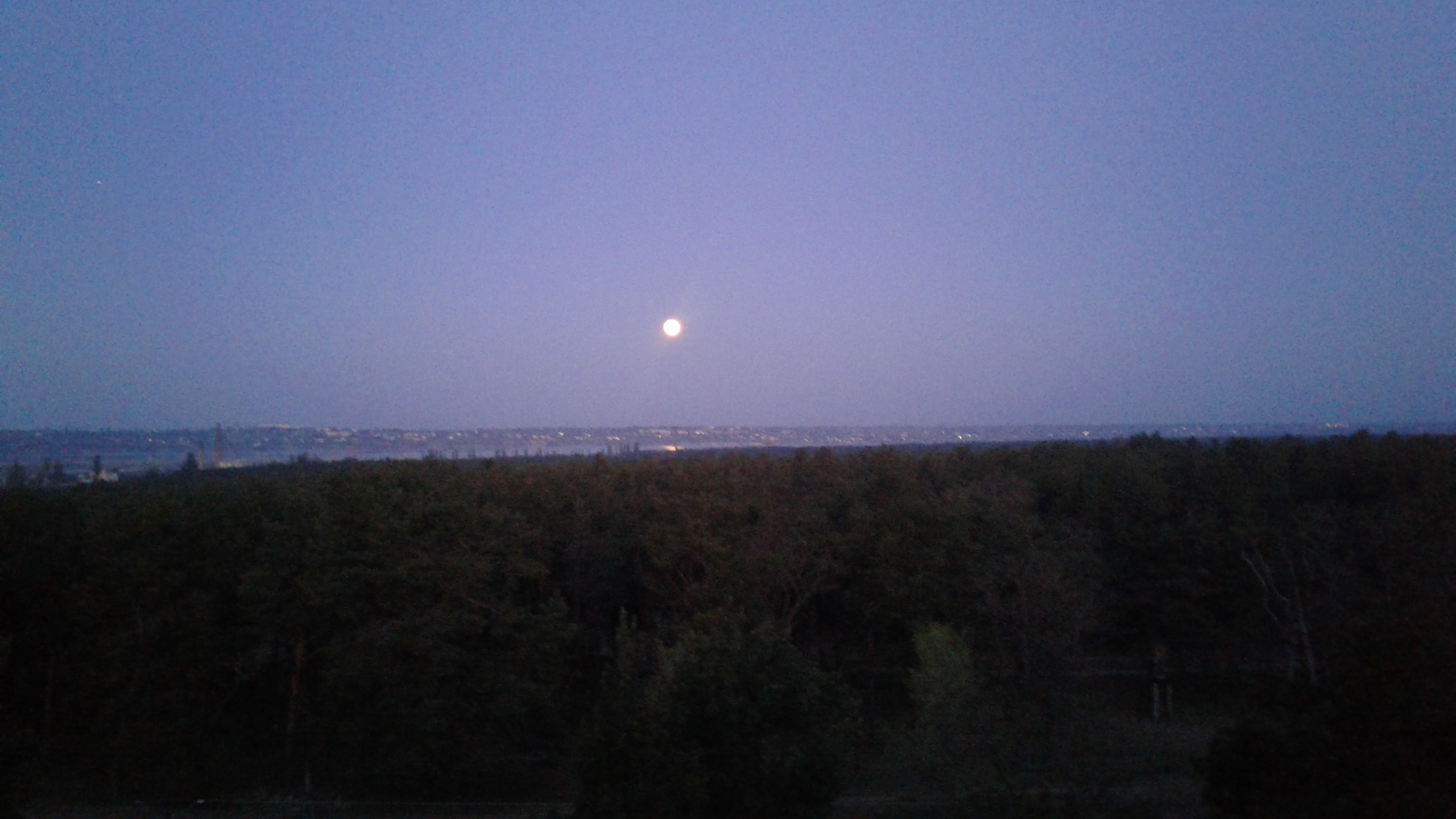
Місяць над Південним Бугом (Миколаїв)

Річна кількість опадів в нижній частині басейну становить від 470 мм до 540 мм. Відносна середньорічна вологість повітря лежить у межах 60—65 %. Показники випаровування з водної поверхні сягають у верхів'ї і середній частині басейну 530…625 мм, в пониззі — 800…900 мм.
Переважними вітрами в басейні, є вітри північно-західних напрямів. Середньорічна швидкість вітру становить від 3 до 4,4 м/с, найбільша — перевищує 30 м/с.
Гідрологія

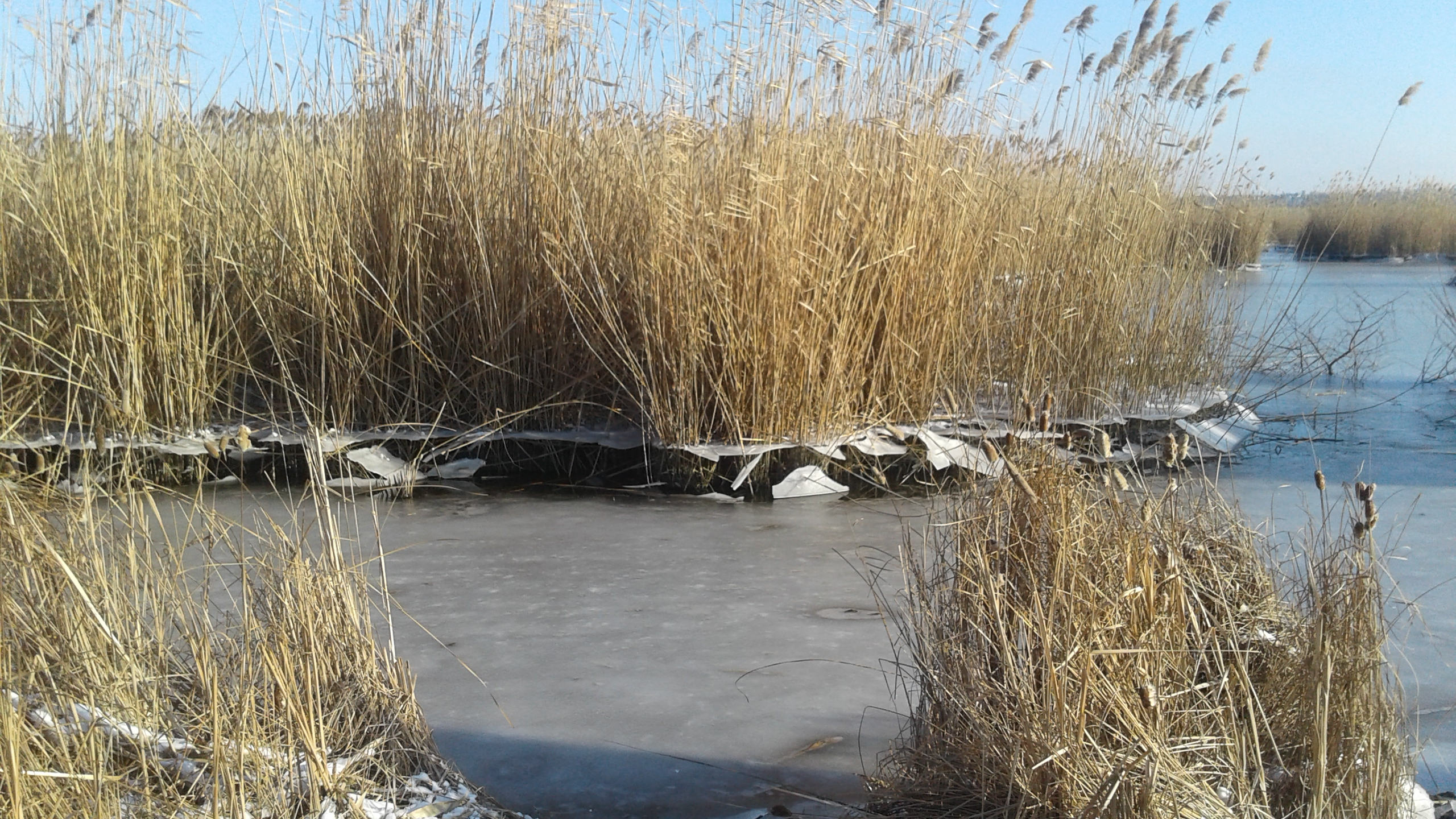
Припливи-відпливи на Південному Бузі (видно минулий рівень води з залишками криги), Миколаїв (Матвіївка)

Живлення річки Південний Буг відбувається завдяки талим водам у весняний і зимовий періоди, та дощовим опадам у літній. Підземний стік в басейні незначний.

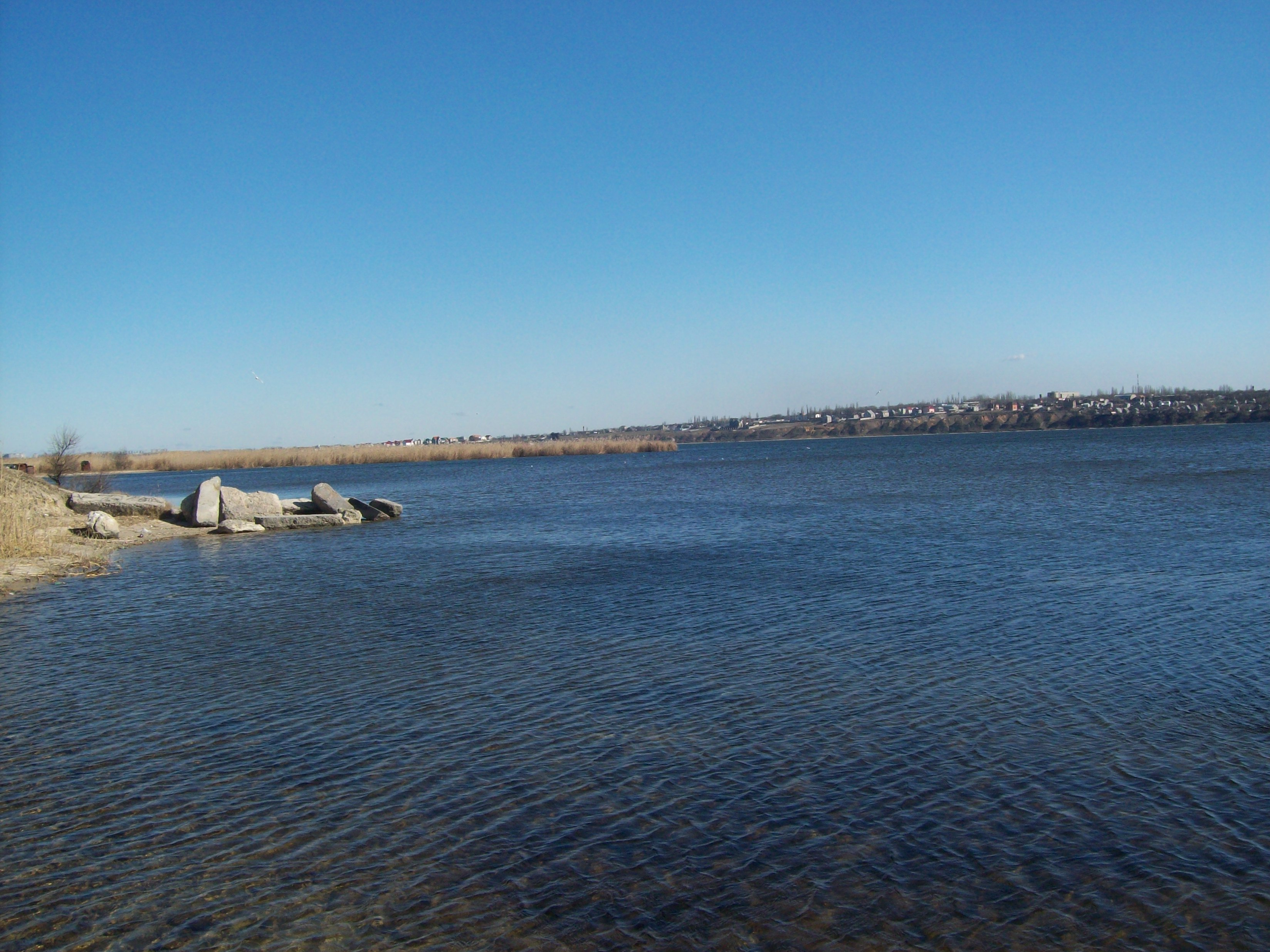
Кришталево чиста вода П. Бугу навесні, Матвіївка

Рівневий режим річки відзначається явно вираженою весняною повінню, низькою літньою меженню, яка іноді переривається під час проходження дощових паводків, та осінньо-зимовими підйомами води.

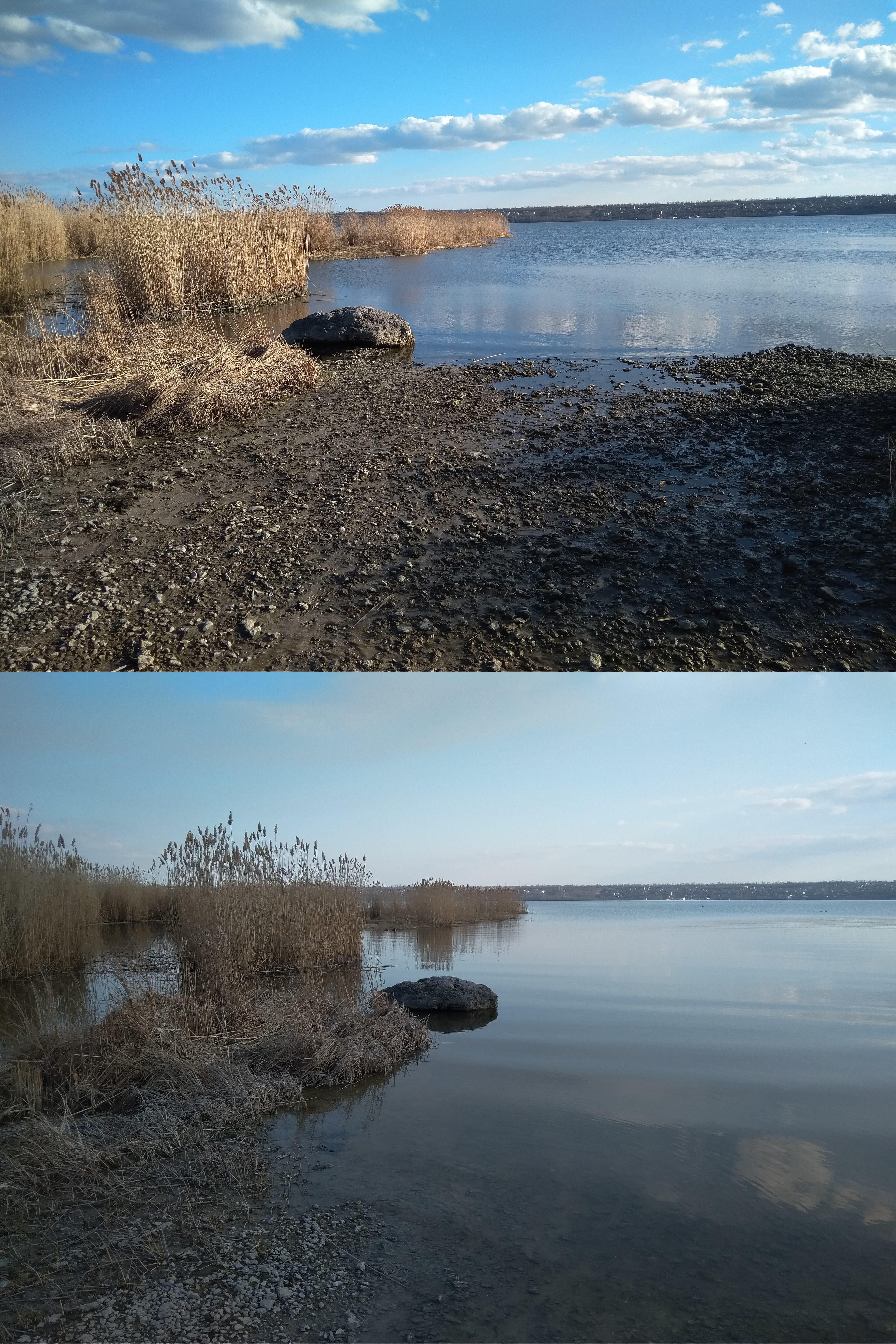
Зміни рівня води відбуваються кожні 6 годин. Миколаїв.

Річка славиться значними припливами з моря (у районі Миколаєва, до 40 сантиметрів), коли вода доволі швидко може залити велику площу, а відтак знову звільнити. На рівень води річки, у цих місцинах, також дуже впливає напрямок і сила вітру — північний та східний вітри (по козацькому москаль та донець), виганяють воду з П. Бугу до Чорного моря, а за південного та західного вітру (по козацькому, відповідно басурман та лях), рівень води у річці збільшується і кльов риби значно покращується. Під час дужого південного вітру, горішня течія виносить з моря медуз аж до Нової Одеси.
Сплеск весняної повені сягає найбільшого значення в другій половині березня. Літньо-осіння межень встановлюється в середині травня на початку червня. Найменші рівні спостерігаються в липні-серпні, на пригирловій ділянці — у вересні-жовтні. Найнижчі рівні зимової межені спостерігаються наприкінці грудня — в першій половині січня. Середньорічна витрата води р. Південний Буг біля с. Олександрівка (в районі Південноукраїнської АЕС) становить 92,1 м³/с. Мінералізація води у цьому створі досягає: весняна повінь — 600 мг/дм³; літньо-осіння межень — 674 мг/дм³; зимова межень — 701 мг/дм³.
У верхній течії Південний Буг замерзає в кінці листопада — на початку грудня. В середній та нижній течії — у другій половині грудня, хоча бувають роки, коли річка не замерзає зовсім. Льодостав малостійкий, середня товщина льоду змінюється від 15 до 35 см, найбільша сягає 80 см. Скресання річки проходить в другій половині березня у верхній течії та в першій половині березня у нижній та середній течії. Очищення річок басейну від льоду відбувається в кінці березня на початку квітня.

## Гідрографічна мережа

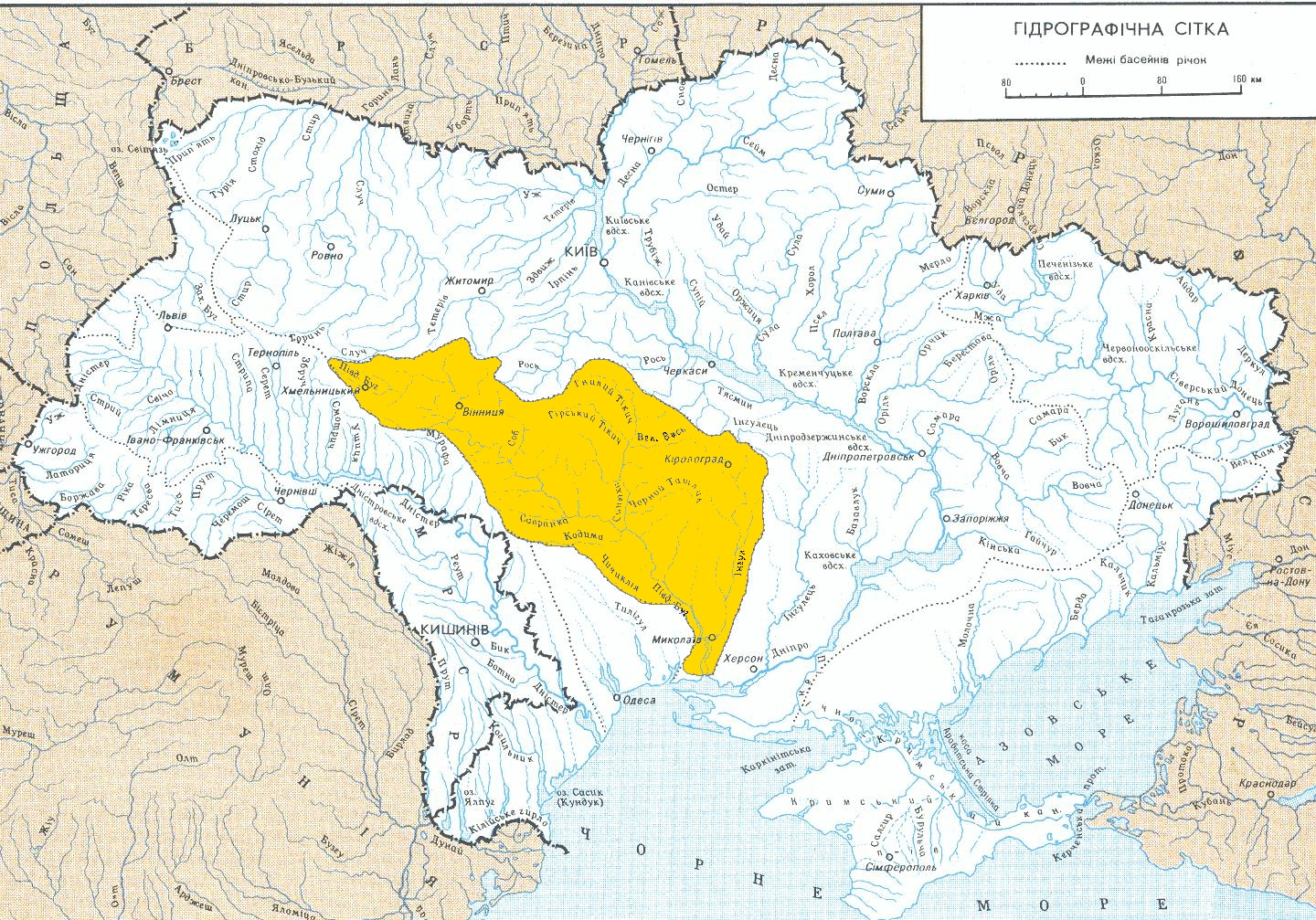
Басейн Південного Бугу на гідрографічній мапі України
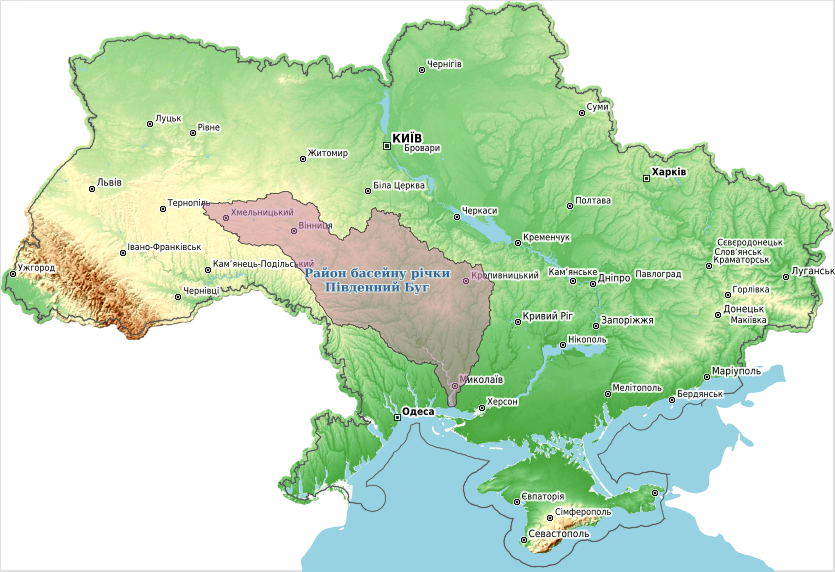
Водозбірний басейн Південного Бугу на карті України
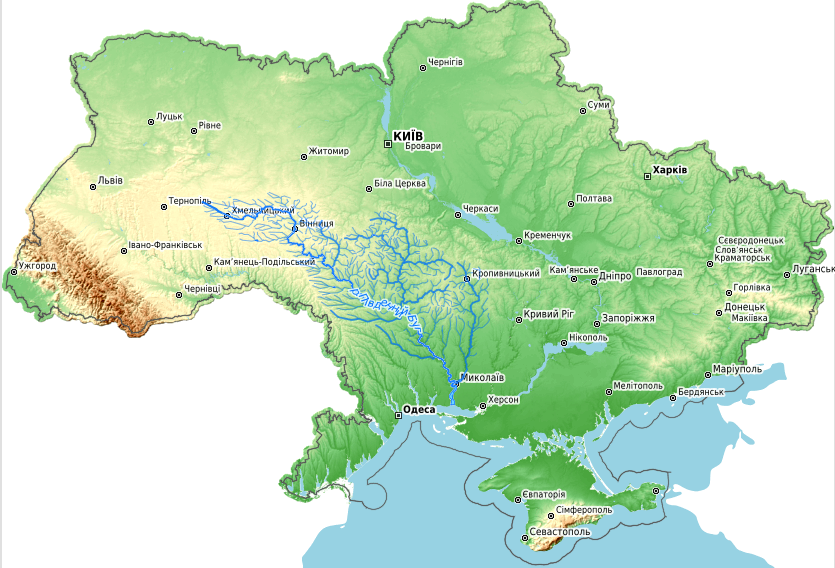
Річкова мережа Південного Бугу на карті України
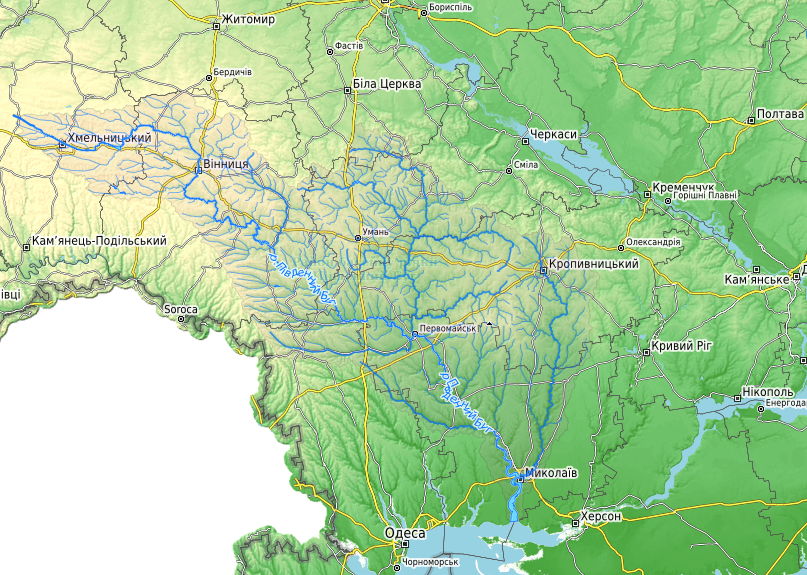
Річкова мережа Південного Бугу

### Міста
Річка починається недалеко від Хмельницького, далі протікає через Летичів, Хмільник, Вінницю (гребля, Сабарівська ГЕС), Гнівань, Тиврів, Брацлав, Ладижин (гребля, Ладижинська ГЕС), Гайворон, Первомайськ, Південноукраїнськ (гребля, Олександрівська ГЕС), Вознесенськ, Нова Одеса, Миколаїв.

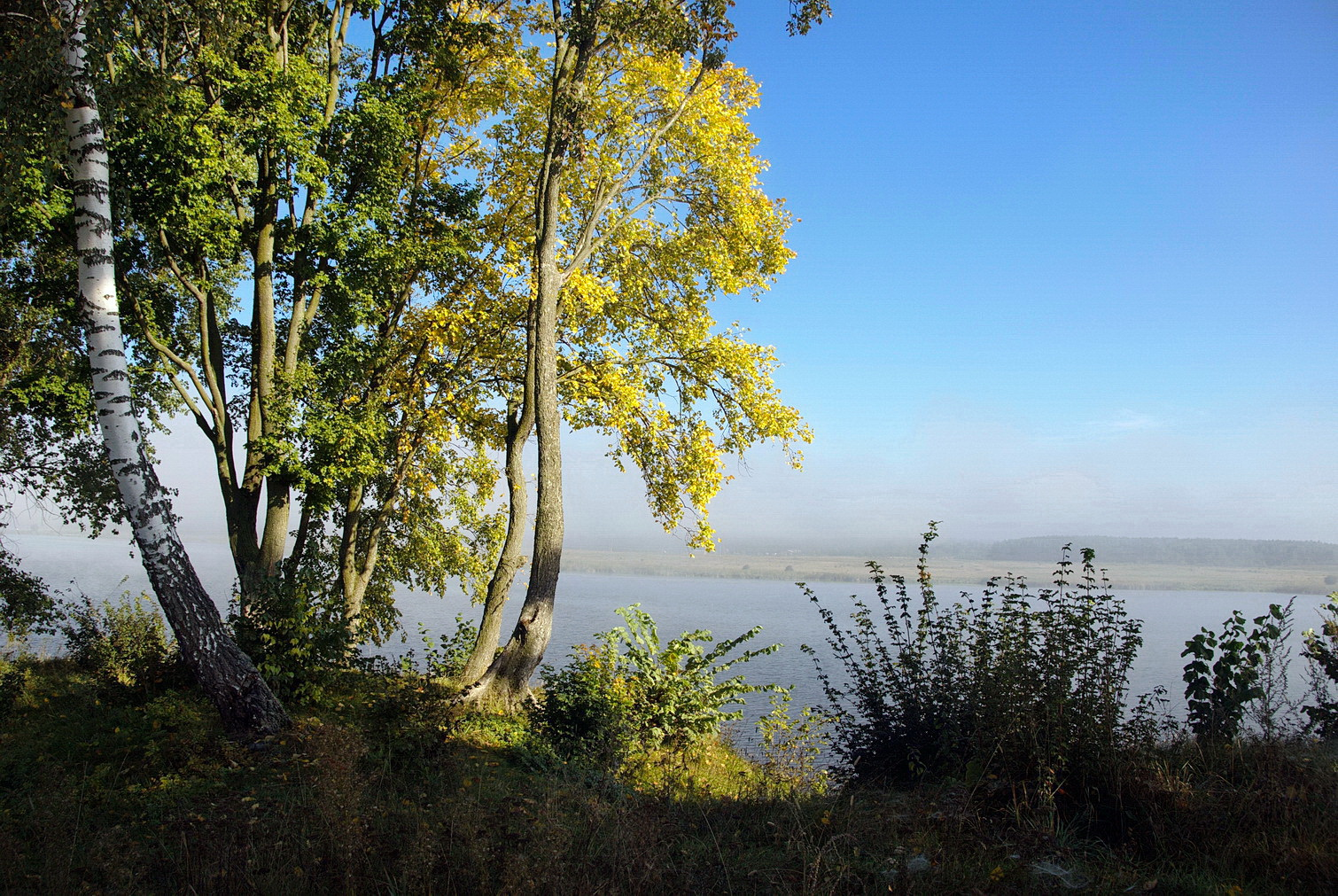
П. Буг недалеко від Хмельницького

### Притоки
Південний Буг є найбільшою річкою, басейн якої повністю розташований в межах України. Площа басейну річки — 63700 км², довжина 806 км, середній похил — 0,40 %.
Південний Буг бере початок на Волино-Подільській височині поблизу с. Холодець Хмельницької області (Авратинська височина) і впадає в Дніпровсько-Бузький лиман Чорного моря.
Особливістю Південного Бугу є те, що ця річка насправді має лише одну велику притоку — р. Синюху, яка утворюється внаслідок злиття річок Велика Вись та Тікич (басейн якої складається з двох основних приток-витоків — Гнилий і Гірський Тікич).
Площа басейну Синюхи дорівнює 16725 км² (26 % від усієї площі водозбору Південного Бугу). В Південний Буг, Синюха впадає в межах м. Первомайськ. Місцями утворює пороги та перекати.
Серед інших приток можна виокремити річку Інгул (площа басейну — 9890 км²), яка насамперед відзначається своєю довжиною — 354 км. Можна сказати, річка впадає безпосередньо в Бузький лиман в межах м. Миколаєва.
Показники основних приток Південного Бугу наводяться нижче.
| Назва притоки  | З якого берега впадає | Відстань від гирла, км | Довжина, км | Площа водозбору, км² |
| -------------- | --------------------- | ---------------------- | ----------- | -------------------- |
| Бужок          | Ліва                  | 711                    | 75          | 703                  |
| Вовк           | Права                 | 695                    | 71          | 915                  |
| Іква           | Ліва                  | 669                    | 57          | 505                  |
| Снивода        | Ліва                  | 614                    | 58          | 906                  |
| Згар           | Права                 | 602                    | 95          | 1160                 |
| Десна          | Ліва                  | 591                    | 80          | 1400                 |
| Рів            | Права                 | 553                    | 104         | 1160                 |
| Сільниця       | Права                 | 396                    | 67          | 830                  |
| Соб            | Ліва                  | 395                    | 115         | 2840                 |
| Удич           | Ліва                  | 347                    | 56          | 861                  |
| Дохна          | Права                 | 330                    | 68          | 1280                 |
| Саврань        | Права                 | 281                    | 97          | 1770                 |
| Синиця         | Ліва                  | 274                    | 78          | 765                  |
| Кодима         | Права                 | 201                    | 149         | 2470                 |
| Синюха         | Ліва                  | 196                    | 111         | 16700                |
| Корабельна     | Ліва                  | 176                    | 18          | 550                  |
| Бакшала        | Права                 | 140                    | 57          | 766                  |
| Мертвовод      | Ліва                  | 103                    | 114         | 1820                 |
| Чичиклія       | Права                 | 75                     | 156         | 2120                 |
| Гнилий Єланець | Ліва                  | 61                     | 103         | 1204                 |
| Інгул          | Ліва                  | 0                      | 354         | 9890                 |

Всього на теренах басейну Південного Бугу протікає 6594 річки, серед них великих — 1, середніх — 11, малих — 6582 (з них 367 — довжиною більше 10 км). Загальна довжина річок в басейні дорівнює 22,4 тис. км, густота річкової сітки — 0,35 км/км².

### Озера
В басейні річки Південний Буг окремі невеликі озера зустрічаються в Хмельницькій, Черкаській, Одеській, Кіровоградській і Миколаївській областях. Загальна площа озер в басейні сягає 274 гектарів.

### Лимани
Дніпро-Бузький лиман є мілководною затокою Чорного моря, що відокремлена від нього Кінбурнською косою. Сполучається лиман з морем Кінбурнською протокою, крізь яку і здійснюється водообмін. На сході лиман межує з гирлом Дніпра, на півночі поступово переходить у р. Південний Буг.

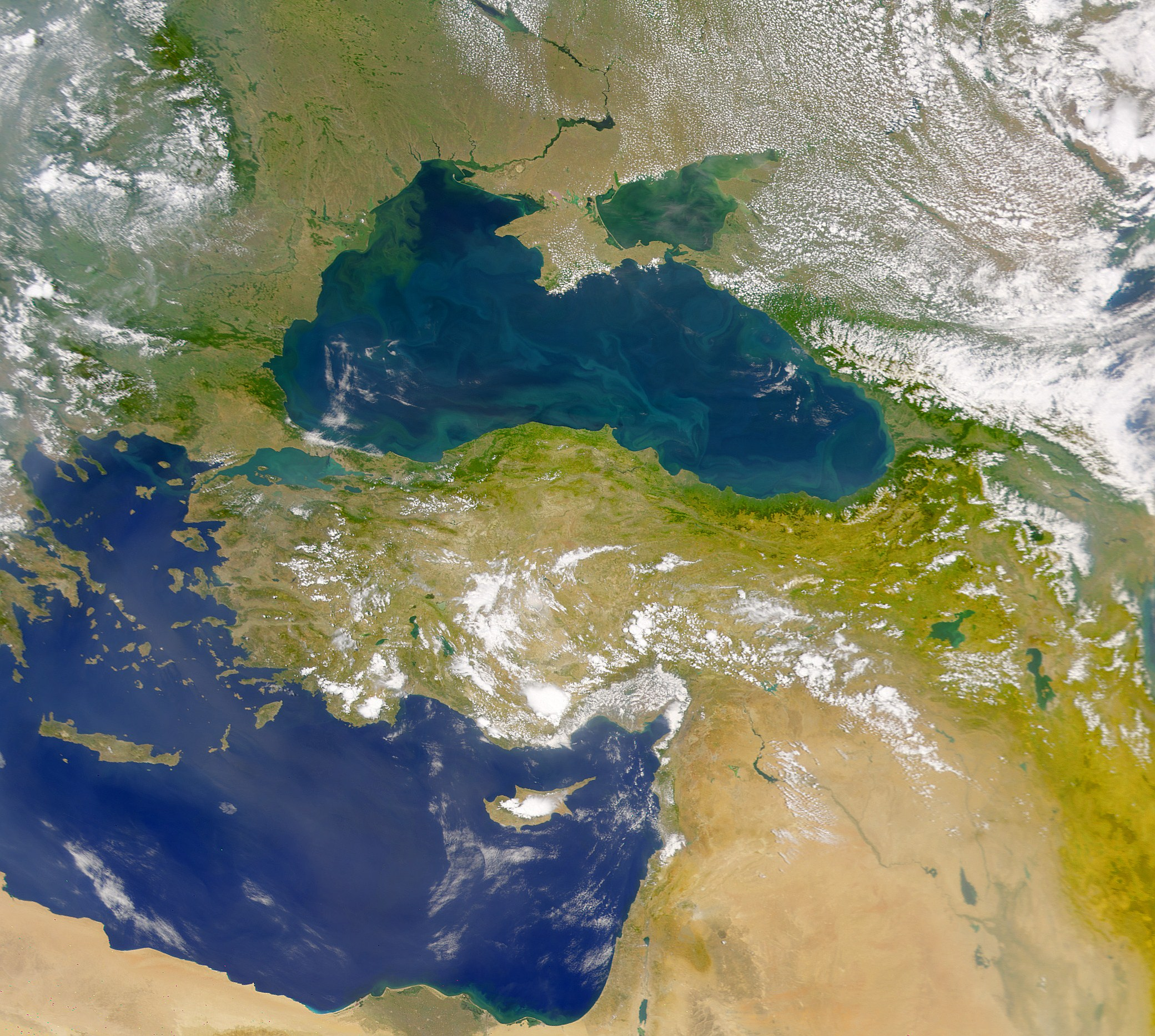
Зображення з космосу SeaWiFS. Видно місце впадіння невеликого (порівняно з Дніпром) Південного Бугу до Дніпро-Бузького лиману

За своїми розмірами Дніпро-Бузький лиман є найбільшим на Чорному морі. Його площа становить 800 км², об'єм води — 3 км³. Лиман є мілководним, його середня глибина становить 3,5-4 м.
Дніпро-Бузький лиман інколи розглядають як дві водойми — Дніпровський та Бузький, але чіткої межі між ними немає. Якщо межі дніпровської частини лиману є доволі чіткими, то верхня межа бузької частини є суперечливою. Найчастіше цю межу проводять по Варварівському мосту, що в м. Миколаїв. Довжина Бузького лиману 47 км, ширина — 11 км, площа 162 км². Ступінь мінералізації лиману — солонуватий.

### Штучні водойми

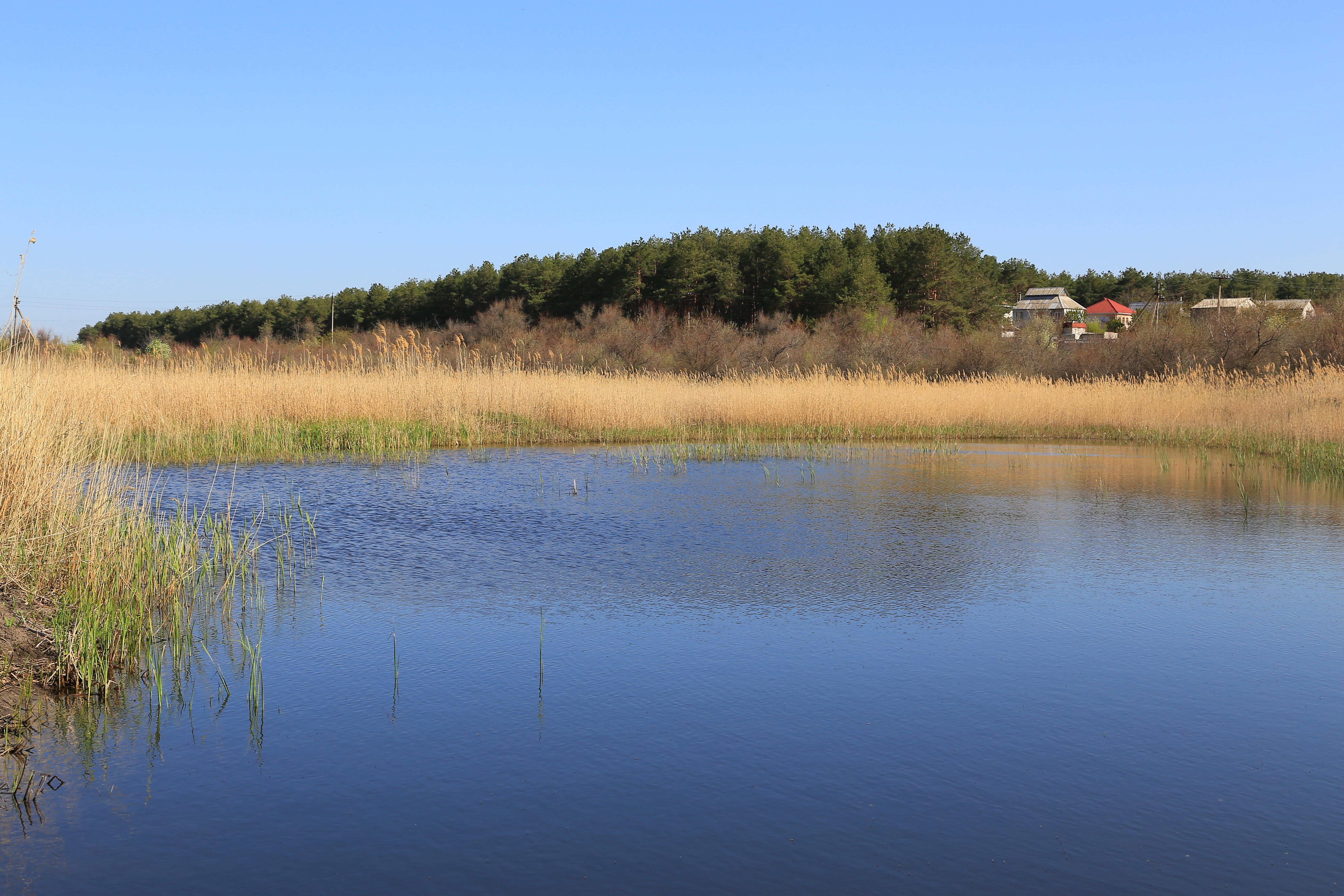
Ставок, заповнюваний з П. Бугу. Баловно-Матвіївське урочище

Властивою особливістю басейну Південного Бугу, що вирізняє його з-поміж інших великих річок, є дуже велика його зарегульованість. В басейні створено понад 8 тисяч штучних водойм, сумарний їх обсяг є близьким до 1,5 км³, що маже дорівнює стоку в маловодний рік 95 % забезпеченості.
Водосховища. В басейні розташовано 188 водосховищ, загальною площею водного дзеркала 30,8 тис.га, спільним об'ємом 897 млн м³.
На самій річці Південний Буг створено 16 руслових водосховищ, загальний обсяг яких становить 303 млн м³. Найбільша кількість водосховищ побудована в Кіровоградській (64) і Вінницькій (42) областях.
Ставки. В басейні розташовано 8437 ставків, загальною площею понад 48 тис. га та сукупним об'ємом 618,2 млн м³. Найбільша кількість ставків побудовано у Вінницькій, Кіровоградській та Черкаській областях.
На теренах басейну річки Південний Буг керування водними ресурсами у межах своїх повноважень здійснює БУВР Південного Бугу.

## Судноплавство
Південний Буг є найбільшою водною артерією півдня України й має величезне значення для економіки всієї країни.
Ще зі стародавніх часів Південний Буг був важливим водним шляхом, але активний розвиток регулярного судноплавства на ньому почався вже наприкінці XVIII століття, коли річкою почали перевозити пшеницю для експорту.
У 1980-х — на початку 1990-х років щороку Південним Бугом перевозили мільйон тонн піску, каміння, щебеню та десятки тисяч тонн зерна. Але в 1990-ті роки судноплавство на Південному Бузі, як і на багатьох інших водних шляхах України, занепало, а сама річка сильно обміліла.
У 2010-х роках компанією «Нібулон» була реалізована низка проєктів, спрямованих на відновлення судноплавства на Південному Бузі. Спочатку було проведено днопоглиблення до 2 м на ділянці м. Вознесенськ — м. Миколаїв. Таким чином судноплавними стали близько 150 км, а 24 серпня 2016 року вперше за чверть століття у Вознесенськ прийшов вантажний флот.
У 2017—2018 роках був проведений наступний етап днопоглиблювальних робіт суднового ходу на ділянці м. Нова Одеса — м. Миколаїв (з 2 м до 2,5 м). Це дало можливість використовувати судна з більшою вантажомісткістю та зменшити кількість рейсів, і в результаті обсяги перевезення зерна Південним Бугом перевершили показники радянських часів у десятки разів.
Для роботи на Південному Бузі на суднобудівному заводі «Нібулон» збудували 6 буксирів (3 судна назвали на честь відомих суднобудівників Миколаївщини — Юрія Макарова, Анатолія Ганькевича та Нодарі Чантурії) та 12 несамохідних суден. Також були збудовані нові перевантажувальні термінали.
У 2017 році відновили й пасажирські перевезення, запустивши регулярні рейси за маршрутом «Вознесенськ — Ковалівка — Нова Одеса — Миколаїв».
Але все ж і після реалізації цих проєктів транспортний потенціал річки використовувався не повністю.
Розвиток судноплавства на Південному Бузі в 2022 році призупинило російське вторгнення, коли Росія окупувала Херсонську область і постійно обстрілювала Миколаїв, де розташований головний перевантажувальний термінал «Нібулону». Але навіть в умовах повномасштабної війни та неможливості відновити повноцінні перевезення Південним Бугом вдосконалення інфраструктури вантажного судноплавства продовжується.

## Цікаві відомості
- У місті Вінниця на річці Південний Буг встановлено найбільший в Європі плавучий світломузичний фонтан.[14]Південний Буг взимку

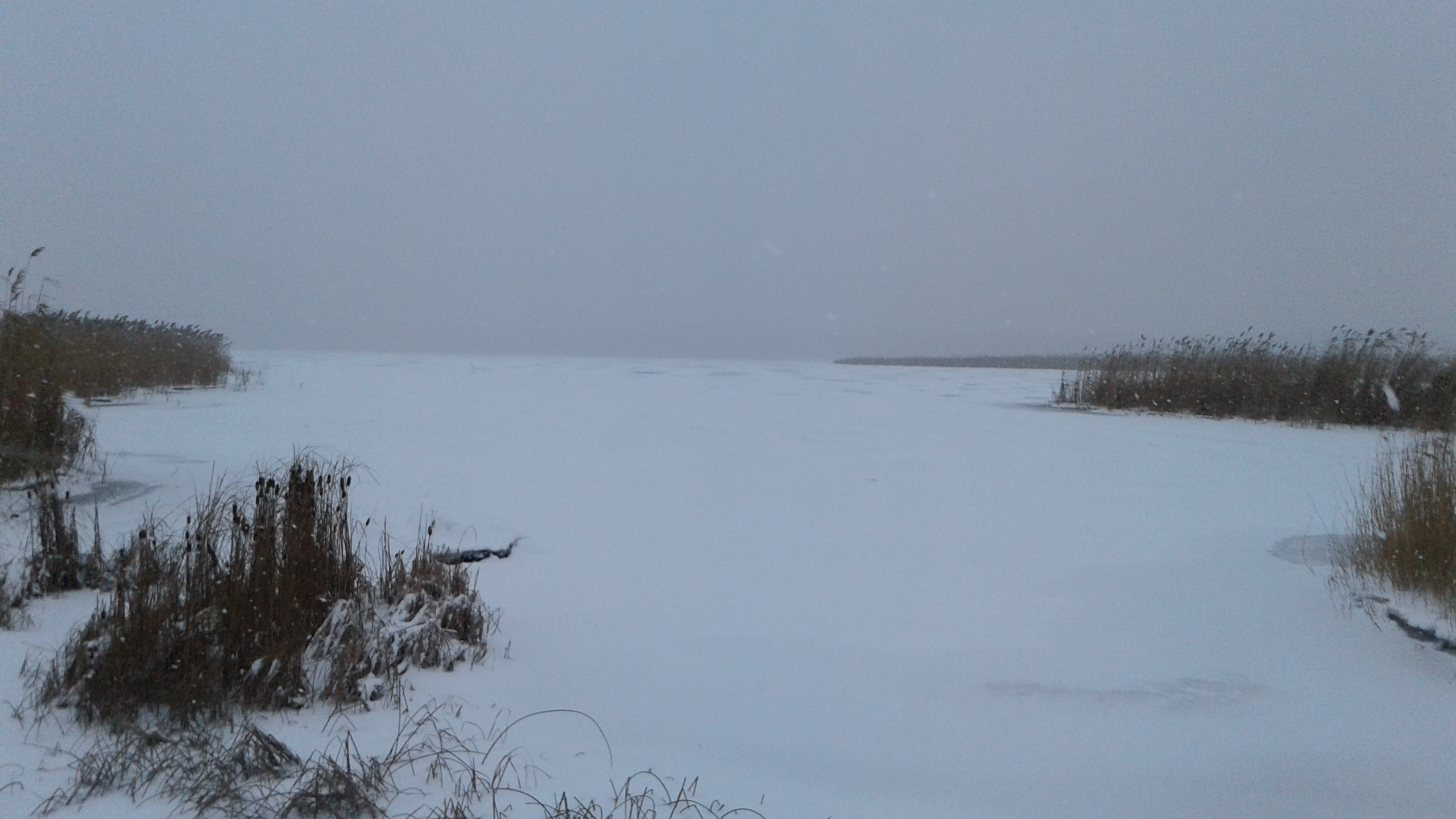
Південний Буг взимку

- У Первомайському районі Миколаївської області розташована мекка українського рафтингу — село Мигія. Щороку, тисячі туристів приїжджають сюди приборкати пороги Південного Бугу: «Млинний», «Інтеграл» та багато інших. Пороги здебільшого 2-го класу, Млинний поріг — 3-го. Також щороку на Південному Бузі проходять численні змагання з каякінгу, рафтингу та водного туризму.

- У плавнях поблизу Миколаєва, росте, можливо, найбільший в Україні очерет — більше 5 метрів заввишки та з діаметром стебла до 16 міліметрів, а деякі мешканці прибережного села Миколаївщини, Костянтинівки, станом на початок 2010-х років, як і сотні років тому, використовували річкову воду для пиття та приготування їжі. Задля цього, взимку, відстояну воду насосами закачують у муровані басейни з якимось срібним виробом на дні, відтак використовують її цілий рік і живуть більше 80 років.[15]

- 22 травня відзначається День Південного Бугу. Основна мета свята — привернути увагу громадськості до першочергових завдань щодо захисту і забезпечення екологічно чистого стану річки.[1]

### Підрив Каховської ГЕС

Затоплення берегів Південного Бугу після підриву російськими військами Каховської ГЕС. Перший знімок — 7 червня почала прибувати скаламучена вода з поверхневим сміттям, на другий-третій день, пішла вода з глибших шарів Каховського водосховища з неприємним солодко-йодистим запахом, майже чорного кольору. Після спадання рівня води, на березі залишилися різнобарвні калюжі (камера смартфону не зовсім правильно передає колір — перша калюжа майже помаранчева, друга — буро-фіолетова; цікаво що жаби, які є покажчиком здорового довкілля, охоче ховаються в цій темній калюжі, хоча в двох метрах майже чиста річка). 4-й знімок, 14 червня — рівень води затоплення, можна відстежити за пожовклим листям і стеблами очерету (жовте листя не обов'язково свідчить про хімічний склад води, оскільки занурене листя водних рослин, часто жовкне). На 9 день після підриву, вода у Південному Бузі майже очистилася, загибелі риби чи водних птахів не спостерігалося.

Внаслідок знищення 6 червня 2023 року, російськими військами, частини греблі Каховської ГЕС під час російського вторгнення, відбулося затоплення берегів Південного Бугу, зокрема на Миколаївщині. Станом на 8 червня рівень води в річці, перевищив історичний найбільший рівень (листопад 1981 року) на 6 сантиметрів. Вже о 21:00, рівень води в акваторії Миколаєва піднявся на 104 см, повідомляв міський голова.